# Gunnar Juhlin
Elis Gunnar Julius Juhlin, född 10 december 1898 i Skara, död 20 september 1972 i Hässleholm, var en svensk ingenjör.
Gunnar Juhlin var son till Julius Juhlin. Efter studentexamen i Stockholm 1917 genomgick han Tekniska högskolan, varifrån han utexaminerades 1923. 1924–1925 var han konstruktör vid American Machine & Foundry Company i New York. Efter en kortare anställningstid vid Bergsunds mekaniska verkstads nya AB anställdes Juhlin 1926 vid Electrolux Servel Company i New York. 1929 blev han driftsplaneringsingenjör vid General Motors Nordiska AB. Redan samma år lämnade han bolaget och blev ritkontorschef samt reklam- och offertingenjör vid Jonsereds Fabrikers AB. 1940–1943 var Juhlin VD i Sveriges hantverks- och småindustriorganisation. 1944 övertog han VD-posten vid Bohus Mekaniska Verkstads AB, ett dotterbolag till AB Elektrolux. Juhlin var ledamot av hantverks- och småindustriföreningen 1940–1941. Han företog studieresor till Storbritannien och Tyskland.